# The King's Cup
The King's Cup (bra O Amor Cria Asas) é um filme de drama mudo produzido em 1933 no Reino Unido e dirigido por Donald Macardle, Herbert Wilcox, Robert Cullen e Alan Cobham (nas cenas de voo).